# Simetierre : Aux origines du mal
Série
Simetierre
(2019)
Pour plus de détails, voir Fiche technique et Distribution.
Simetierre : Aux origines du mal (Pet Sematary: Bloodlines) est un film américain réalisé par Lindsey Beer et sorti en 2023. Il s'agit d'une adaptation du roman Simetierre de Stephen King, servant de préquelle du film sorti en 2019.

## Synopsis
1969. Le jeune Jud Crandall rêve de quitter sa ville natale de Ludlow dans le Maine. Cependant, il découvre bientôt de sinistres secrets liés à sa famille. Il reste donc sur place et va affronter, avec ses amis d'enfance, une puissance démoniaque enfouie à Ludlow depuis très longtemps.

## Fiche technique
Sauf indication contraire, les informations mentionnées dans cette section peuvent être confirmées par la base de données cinématographiques IMDb,  présente dans la section « Liens externes ».
- Titre original : Pet Sematary: Bloodlines
- Titre français : Simetierre : Aux origines du mal
- Réalisation : Lindsey Beer
- Scénario : Lindsey Beer et Jeff Buhler, d'après un chapitre du roman Simetierre de Stephen King
- Musique : Jeff Buhler
- Décors : Adam Scher
- Photographie : Benjamin Kirk Nielsen
- Montage : Ken Blackwell et Jan Kovác
- Production : Lorenzo di Bonaventura et Mark Vahradian
- Production déléguée : Martha Fernandez et Vanessa Mendoza
- Sociétés de production : Di Bonaventura Pictures et Paramount Players
- Société de distribution : Paramount+
- Budget : n/a
- Pays de production :  États-Unis
- Langue originale : anglais
- Format : couleur
- Genre : fantastique, horreur
- Durée : 87 minutes
- Dates de sortie[2] :
  - Canada, États-Unis : 6 octobre 2023 (Paramount+)
  - France : 7 octobre 2023 (Paramount+)

## Distribution
- Jackson White (VF : Juan Llorca) : Jud Crandall
- Natalie Alyn Lind (VF : Anne-Charlotte Piau) : Norma
- Forrest Goodluck (VF : Florent Pochet) : Manny
- Isabella Star LaBlanc (en) (VF : Julie Mouchel) : Donna
- Henry Thomas (VF : Sylvain Agaësse) : Dan Crandall
- David Duchovny : Bill Baterman
- Jack Mulhern (en) (VF : Aurélien Raynal) : Timmy Baterman
- Samantha Mathis (VF : Dominique Vallée) : Kathy Crandall
- Pam Grier (VF : Annie Milon) : Marjorie Washburn

 Source et légende : version française (VF) sur RS Doublage

## Production

### Genèse et développement
En mars 2019, le producteur Lorenzo di Bonaventura évoque la possibilité de développer une préquelle du film Simetierre (2019) si ce dernier est un succès commercial. Le mois suivant, les réalisateurs de Simetierre, Kevin Kölsch et Denis Widmyer, déclarent ne pas participer au projet. En mai, Jeff Buhler — coscénariste de Simetierre — déclare qu'il y a eu des discussions préliminaires sur une suite : « Donc, beaucoup d'idées que nous avons débattues actuellement, récemment, concernaient toutes, l'idée creuser la mythologie de la ville, ces rituels que les enfants présentent, la mythologie des Micmacs, le Wendigo, le cimetière, les origines, la vie de Jud. ».
Le projet est officiellement lancé en février 2021, avec le retour du scénariste Jeff Buhler et du producteur Lorenzo di Bonaventura,. Lindsey Beer est engagée comme réalisatrice en mai.

### Attribution des rôles
En juin 2021, Jackson White est choisi pour incarner la version jeune de Jud Crandall, qui était incarné adulte par John Lithgow dans le film de 2019. En juillet, Pam Grier rejoint le film.

### Tournage
Le tournage a lieu à Montréal en août 2021. Quelques scènes sont tournées dans le Collège John Abbott, à Sainte-Anne-de-Bellevue,,.

## Sortie et accueil

### Diffusion
Simetierre : Aux origines du mal est diffusé sur Paramount+, dès le 6 octobre 2023 dans certains pays comme les États-Unis, le Canada, l'Amérique latine et le Brésil, et le lendemain dans d'autres pays.